# Panenské početí Ježíše Krista
Možná hledáte: Neposkvrněné početí Panny Marie
Panenské početí Ježíše Krista je učení, podle kterého matka Ježíše Nazaretského Marie otěhotněla bez pohlavního styku s lidským otcem a zůstala pannou až do narození Ježíše. Toto učení je všeobecně přijímáno v křesťanských církvích i v islámu. Je potřeba ho odlišovat od nauky o věčném Mariině panenství, podle které Maria zůstala pannou až do své smrti, a od nauky o neposkvrněném početí Panny Marie, která se týká početí samotné Marie jejími rodiči (dle apokryfů svatým Jáchymem a svatou Annou). Tato učení uznává katolická církev.

## Bible
Nový zákon uvádí panenské početí v Lukášově a Matoušově evangeliu.
V Lukášově evangeliu se Marie podivila oznámení, že počne a porodí syna, které jí sdělil anděl:
| „                         | Jak se to může stát, vždyť nežiji s mužem? Anděl jí odpověděl: „Sestoupí na tebe Duch svatý a moc Nejvyššího tě zastíní; proto i tvé dítě bude svaté a bude nazváno Syn Boží. | “ |
| — Lk 1, 34–35 (Kral, ČEP) | |   |

Výraz nežiji s mužem použitý v českém ekumenickém překladu je eufemismus, který ve starověkém Izraeli pod Mojžíšským Zákonem znamenal, že nikdy neměla sex a tudíž je pannou. Další text evangelia vyjadřuje, že počala zázračně z Ducha svatého.
U Matouše se uvádí, že k Josefovi přišel anděl Páně a řekl mu:
| „                      | Josefe, synu Davidův, neboj se přijmout Marii, svou manželku; neboť co v ní bylo počato, je z Ducha svatého. | “ |
| — Mt 1, 18 (Kral, ČEP) | |   |

O něco dále je narození z panny zmíněno přímo a vysvětleno jako splnění proroctví:
| „                      | „Hle, panna počne a porodí syna a dají mu jméno Immanuel,“ to jest přeloženo ‚Bůh s námi‘ | “ |
| — Mt 1, 23 (Kral, ČEP) |                                                                                           |   |

To je zřejmý odkaz na Izajáše Iz 7, 14 (Kral, ČEP). Dále evangelium ještě zmiňuje, že i poté co se Marie s Josefem zákonitě oddali, nadále "Ale nežili spolu, dokud neporodila syna; a dal mu jméno Ježíš." Mt 1, 25 (Kral, ČEP)

## Dějiny
„... jenž se počal z Ducha Svatého, narodil se z Marie Panny, trpěl pod Pontským Pilátem...“
-- Apoštolské vyznání víry (doloženo kolem r. 215)
„... skrze Ducha Svatého přijal tělo z Marie Panny a stal se člověkem.“
-- Nicejsko-konstantiopolské vyznání víry (doloženo na Chalkedonském koncilu r. 451)
„... a v těchto posledních dnech za nás a za naši spásu narozeného z Panny Marie, Matky Boží...“
-- Chalkedonské vyznání víry (Chalkedonský koncil, r. 451)
„Pokud někdo nevyznává, podle učení svatých Otců..., že Maria, Boží Rodička /Theotokos/ svatá a vždy panna /Aeiparthenos, semper virgo/ a neposkvrněná /Immaculata/, v tomto posledním čase počala bez mužského semene /sine virili semine/ z Ducha svatého ve vlastním slova smyslu a v pravdě samého Boha, Slovo, které je zrozeno z Otce přede všemi věky, a že ho porodila bez jakéhokoli porušení /virgo intacta/, když její panenství zůstalo nedotčené i po porodu... budiž odsouzen /„Anathema sit!“, doslova „Buď proklet!“/
-- 3. kánon Lateránské synody (r. 649)

## Kritika
Panenské početí je součástí víry v nadpřirozeno a v to, že Ježíš byl víc než jen člověk. Christologie považující Ježíše za prostého člověka se nazývá psilantropismus, také teorie adopce za Božího syna jej považuje za prostého člověka v době narození.
Protestantský teolog Paul Tillich pokládal narození z Panny za neslučitelné s Chalkedonským vyznáním víry, podle kterého je Ježíš Kristus skutečný člověk i skutečný Bůh. Je-li skutečný člověk, musel mít podle Tillicha oba lidské rodiče.
Z vědeckého hlediska nejsou případy partenogeneze u savců prokázány. I pokud by se jednalo o anomálii, není možné, aby se bez přítomnosti mužského chromozomu Y narodilo dítě mužského pohlaví. Otec historického Ježíše mohl být neznámý nebo zapřený, jak se snažil ukázat středověký, satiricko-parodický protikřesťanský židovský spis Toledot Ješu, který otce jmenuje Pantera. Mohlo také dojít k oplodnění Marie bez jejího vědomí a lékařsky je možné, že přitom byla zachována panenská blána. Také se mohlo jednat o označení dívky, u které ještě nebyla pozorována menstruace, a k oplodnění Marie mohlo dojít během první ovulace ještě před první menstruací.
Matoušovo evangelium používá, stejně jako Septuaginta (starověký řecký překlad Starého zákona) v odkazovaném Izajášově proroctví, slovo panna (řecky παρθένος parthenos), zatímco v původním hebrejské textu bylo dívka (עַלְמָה alma), tedy mladá, nevdaná žena, která však nemusí být nutně panna. Učení tedy mohlo vzniknout dodatečně ve snaze dokázat, že se jedná o pravého mesiáše v souladu s nepřesným překladem proroctví.
Panenské početí spasitele obsahuje už i zoroastrismus.